# Jaqueline Goes de Jesus
Jaqueline Goes de Jesus (Salvador, 19 de outubro de 1989) é uma biomédica, doutora em patologia humana e pesquisadora brasileira. Distinguiu-se por ser a biomédica que coordenou a equipe responsável pelo sequenciamento do genoma do vírus SARS-CoV-2 apenas 48 horas após a confirmação do primeiro caso de COVID-19 no Brasil. Também fez parte da equipe liderada por pesquisadores ingleses que sequenciou o genoma do vírus Zika.

## Biografia
Jaqueline Goes de Jesus é natural de Salvador, no estado da Bahia, no nordeste brasileiro.
Foi ainda adolescente que decidiu seguir a carreira de biomédica. A sua primeira experiência em pesquisa envolveu o vírus VIH - algo que a marcou muito pelo impacto a nível mundial e que determinou que prosseguisse um percurso científico e de pesquisa.

## Percurso
Após a sua graduação em Biomedicina pela Escola Bahiana de Medicina e Saúde Pública, obteve o mestrado em Biotecnologia em Saúde e Medicina Investigativa (PgBSMI) pelo Instituto de Pesquisas Gonçalo Moniz - Fundação Oswaldo Cruz (IGM-FIOCRUZ). Mais tarde, tornou-se doutora em Patologia Humana e Experimental pela Universidade Federal da Bahia em ampla associação com o IGM-FIOCRUZ. Atualmente, é pós-doutoranda no Instituto de Medicina Tropical da Universidade de São Paulo (USP), bolsista da Fundação de Amparo à Pesquisa do Estado de São Paulo e professora-adjunta de Bioquímica da Escola Bahiana de Medicina e Saúde Pública.
Depois de ter estudado o VIH, no início da sua carreira, a cientista integrou o projecto Zibra, tendo percorrido o nordeste brasileiro para sequenciar o genoma do vírus de zika. No pós-doutorado, tem-se dedicado à investigação da dengue 2.
A pesquisadora integra, ainda, o Centro Conjunto Brasil-Reino Unido para Descoberta, Diagnóstico, Genômica e Epidemiologia de Arbovírus (Brazil-UK Centre for Arbovirus Discovery, Diagnosis, Genomics and Epidemiology), um projeto de monitoração de epidemias com o objetivo de dar respostas em tempo real.
Em 2020, fez parte uma equipa coordenada por Ester Cerdeira Sabino de que fazem parte dezenas de cientistas. Vários membros da equipe participaram na sequenciação do genoma do vírus SARS-CoV-2. Os resultados chegaram em apenas 48 horas - um tempo muito abaixo da média mundial de 15 dias, apenas igualado pelo Instituto Pasteur, na França. A equipe de investigação do Instituto Adolfo Lutz recebeu as amostras do primeiro paciente brasileiro infectado no dia 26 de fevereiro e, depois de escrito pelos parceiros internacionais, os resultados foram publicados dois dias depois, no dia 28, no site Virological.org, um fórum de discussão de especialistas em virologia e epidemiologia.
A sequenciação permitiu diferenciar o vírus que infectou o paciente brasileiro do genoma identificado em Wuhan, o epicentro da epidemia na China. As amostras revelaram que este caso estava mais próximo de versões do coronavírus observadas na Alemanha no final de Janeiro.
A equipe, igualmente, sequenciou o código genético do segundo caso diagnosticado no Brasil. Neste caso, o vírus aproximava-se de estirpes analisadas na Inglaterra.

## Reconhecimentos e prêmios
O trabalho de Jaqueline Goes de Jesus recebeu destaque, em março de 2020, por meio de moção de aplausos, na Assembleia Legislativa da Bahia. No documento, o deputado Isidório Filho (Avante) evidenciou a importância do sequenciamento. “A alta performance de Jaqueline indica, sem medo de errar, que o que falta à ciência brasileira é investimento, pois talento e capacidade de fazer mais é um predicativo que nos sobra”, comentou o deputado.
Embora a equipe inclua dezenas de cientistas nacionais e internacionais, as cientistas Ester Sabino e Jaqueline Goes de Jesus são regularmente principalmente as homenageadas. Em 6 de março 2020, pelo estúdio Maurício de Sousa Produções como duas personagens da Turma da Mônica. Na imagem divulgada nas redes sociais do grupo, Ester aparece como Magali e Jaqueline como Milena, a primeira protagonista negra da marca. A imagem faz parte do projeto Donas da Rua, que tem apoio da ONU Mulheres e foi desenvolvido pela filha de Maurício de Sousa, Mônica. A ideia do projeto do estúdio é usar as versões animadas para celebrar e homenagear mulheres relevantes na ciência, nas artes, na política e em outros campos da sociedade.
Em 2021, foi uma das mulheres homenageadas pela empresa Matel que produziu uma linha da boneca Barbie dedicada a mulheres que estiveram na linha da frente do combate à pandemia da Covid 19. 